# Gouffern-en-Auge
Gouffern-en-Auge es una comuna nueva francesa situada en el departamento de Orne, de la región de Normandía.

## Historia
Fue creada el 1 de enero de 2017, en aplicación de una resolución del prefecto de Orne de 6 de octubre de 2016 con la unión de las comunas de Aubry-en-Exmes, Avernes-sous-Exmes, Chambois, Courménil, Exmes, Fel, La Cochère, Le Bourg-Saint-Léonard, Omméel, Saint-Pierre-la-Rivière, Silly-en-Gouffern, Survie, Urou-et-Crennes y Villebadin, pasando a estar el ayuntamiento en la antigua comuna de Silly-en-Gouffern.

## Demografía
| Gráfica de evolución demográfica de Gouffern-en-Auge entre 1800 y 2013 |
|                                                                        |

Los datos entre 1800 y 2013 son el resultado de sumar los parciales de las catorce comunas que forman la nueva comuna de Gouffern-en-Auge, cuyos datos se han cogido de 1800 a 1999, para las comunas de Aubry-en-Exmes, Avernes-sous-Exmes, Chambois, Courménil, Exmes, Fel, La Cochère, Le Bourg-Saint-Léonard, Omméel, Saint-Pierre-la-Rivière, Silly-en-Gouffern, Survie, Urou-et-Crennes y Villebadin de la página francesa EHESS/Cassini. Los demás datos se han cogido de la página del INSEE.

## Composición
| Comuna delegada         | Código INSEE | Población (2013) | Superficie (km²) | Densidad (hab./km²) |
| ----------------------- | ------------ | ---------------- | ---------------- | ------------------- |
| Aubry-en-Exmes          | 61009        | 309              | 9.60             | 32                  |
| Avernes-sous-Exmes      | 61019        | 83               | 7.03             | 12                  |
| Chambois                | 61083        | 417              | 8.30             | 50                  |
| Courménil               | 61131        | 124              | 9.53             | 13                  |
| Exmes                   | 61157        | 303              | 10.43            | 29                  |
| Fel                     | 61161        | 264              | 7.02             | 38                  |
| La Cochère              | 61110        | 148              | 12.92            | 11                  |
| Le Bourg-Saint-Léonard  | 61057        | 428              | 9.25             | 46                  |
| Omméel                  | 61315        | 135              | 9.34             | 14                  |
| Saint-Pierre-la-Rivière | 61449        | 170              | 9.37             | 18                  |
| Silly-en-Gouffern       | 61474        | 399              | 39.83            | 10                  |
| Survie                  | 61477        | 148              | 13.21            | 11                  |
| Urou-et-Crennes         | 61496        | 768              | 7.03             | 109                 |
| Villebadin              | 61504        | 133              | 12.93            | 10                  |